# 春日町 (高浜市)
春日町（かすがちょう）は、愛知県高浜市の地名。現行行政地名は春日町1丁目から春日町7丁目。

## 地理
東は沢渡町、西から北は芳川町、南は青木町に接する。

## 世帯数と人口
2019年（令和元年）6月1日現在の世帯数と人口は以下の通りである。
| 大字   | 世帯数    | 人口    |
| ------ | --------- | ------- |
| 春日町 | 1,188世帯 | 2,901人 |

### 人口の変遷
国勢調査による人口の推移
| 1995年（平成7年）  | 2,259人 | [ 5 ] |  |
| 2000年（平成12年） | 2,680人 | [ 6 ] |  |
| 2005年（平成17年） | 2,745人 | [ 7 ] |  |
| 2010年（平成22年） | 2,835人 | [ 8 ] |  |
| 2015年（平成27年） | 2,807人 | [ 9 ] |  |

## 学区
市立小・中学校に通う場合、学区は以下の通りとなる。また、公立高等学校に通う場合の学区は以下の通りとなる。
| 番・番地等 | 小学校             | 中学校             | 高等学校             |
| ---------- | ------------------ | ------------------ | -------------------- |
| 全域       | 高浜市立高浜小学校 | 高浜市立高浜中学校 | 三河学区（特例地域） |

## 交通

### 鉄道
名古屋鉄道（名鉄）
■三河線 三河高浜駅

### 道路
- 国道419号
- 愛知県道50号名古屋碧南線
- 愛知県道474号三河高浜停車場線

## 施設
- 大山緑地
- 高浜市大山公民館

## その他

### 日本郵便
- 郵便番号 : 444-1334[3]（集配局：高浜郵便局[12]）。